# مقیاس گاتمن
مقیاس گاتمن (به انگلیسی: Guttman scale) که از نام لویی گاتمن گرفته شده‌است، در زمینه تحلیل مشاهدات چندمتغیره برای ارزیابی موضوعات در رابطه با یک ویژگی، یک مقیاس ترتیبی منفرد (تک‌بعدی) برای ارزیابی ویژگی است، که از طریق آن مشاهدات اصلی «قابل بازیابی» است. وجود و کشف مقیاس گاتمن در داده‌ها به این بستگی دارد که توزیع چندمتغیره در داده با یک ساختار خاص منطبق باشد (زیر را ببینید). از این رو، مقیاس گاتمن یک «فرضیه» در مورد ساختار داده‌است، که این فرضیه در رابطه با یک «ویژگی معین» و یک «جمعیت معین» فرمول‌دهی شده‌است، و این فرضیه برای هر مجموعه معین از مشاهدات قابل ساخت نیست. برخلاف عقیده عموم مردم، مقیاس گاتمن به متغیرهای دوقسمتی محدود نیست، همچنین لازم نیست که یک ترتیب بین متغیرها تعیین شود. اما اگر همه متغیرها دوبخشی باشند، آن متغیرها در واقع توسط «حساسیت در ذخیره ویژگی ارزیابی‌شده» مرتب هستند، که این موضوع در مثال ۱ بیان شده است.

## مدل معین
مثال ۱: متغیر دوبخشی
برای پنج سؤال زیر می‌توان یک مقیاس گاتمن فرض کرد، که این مقیاس در رابطه با ویژگی «مقبولیت ارتباط اجتماعی با مهاجران» (بر اساس مقیاس فاصله اجتماعی بوگاردوس) است، که این سؤال‌ها به یک جمعیت مناسب ارائه شده‌است:
1. آیا مهاجران را به عنوان ساکن کشور خود می‌پذیرید؟ (نه=۰، بله =۱)
2. آیا مهاجران را به عنوان ساکن شهر خود می‌پذیرید؟ (نه=۰، بله =۱)
3. آیا مهاجران را به عنوان ساکن در همسایگی خود می‌پذیرید؟ (نه=۰، بله =۱)
4. آیا مهاجران را به عنوان همسایه دیوار به دیوار خود می‌پذیرید؟ (نه=۰، بله =۱)
5. آیا یک مهاجر را به عنوان فرزند همسر خود می‌پذیرید؟ (نه=۰، بله =۱)

پاسخ مثبت توسط پاسخ‌ده بخصوص به هر سؤال موجود در این لیست، به این موضوع اشاره دارد که آن پاسخ‌دهنده به همه سوالات قبلی در این لیست پاسخ مثبت داده‌است. از این رو، فقط جواب‌های لیست شده در قسمت خاکستری (ستون ۱ تا ۵) جدول ۱ را می‌توان انتظار داشت.

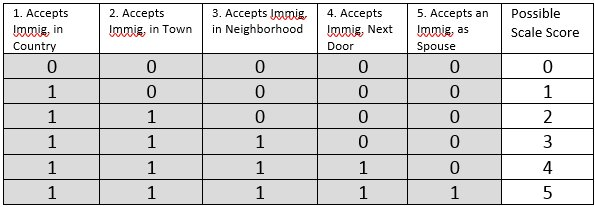

هر سطر در قسمت خاکستری جدول ۱ (ستون‌های ۱ تا ۵) یک رخ‌نمای پاسخ (پروفایل) برای هر تعداد (≥ ۰) از پاسخ‌دهندگان است. هر رخ‌نما در این جدول نشان‌دهنده میزان مقبولیت مهاجران در همه مفاهیم رخ‌نمای قبلی، بعلاوه یک مفهوم اضافی (برای قبول مهاجران) است. اگر در مشاهدات بزرگتر، فقط رخ‌نماهای لیست شده در جدول ۱ مشاهده شوند، آنوقت در داده از «فرضیه مقیاس گاتمن» پشتیبانی شده‌است، و مقادیر مقیاس نهایی (ستون آخر در جدول ۱) این ویژگی‌ها را دارد:
1. آن‌ها قدرت یک ویژگی را ارزیابی می‌کنند یعنی «مقبولیت ارتباط اجتماعی با مهاجران»
2. آنها مشاهدات اصلی را بازتولید می‌کنند. (برای مثال، یک نمره مقیاس پاسخ‌دهنده ۲ به این معنی ضمنی است که پاسخ‌دهنده به سئوالات ۱ و ۲ پاسخ مثبت داده و به سوالات ۳، ۴ و ۵ پاسخ منفی داده‌است).

اگر داده از مقیاس گاتمن پشتیبانی کند، در نتیجه این مقیاس برای «ارزیابی مؤثر» فاعل‌ها (پاسخ‌دهنده، تست‌شونده یا هر گردآوردی اشیای مورد بررسی) روی یک مقیاس تک بعدی، در رابطه با یک ویژگی معین مفید است. معمولاً، مقیاس‌های گاتمن در رابطه با ویژگی‌هایی یافت می‌شوند که به صورت دقیق تعریف شده‌اند.
درحالیکه دیگر فنون مقیاس‌دهی (مثل مقیاس لیکرت) یک مقیاس منفرد را با جمع کردن نمرات پاسخ‌دهنده‌ها تولید می‌کنند- که در این فرایند، بدون دلیل، فرض می‌شود که همه متغیرهای مشاهده‌شده، وزن برابر دارند- مقیاس گاتمن از «وزن‌دهی» به متغیرهای مشاهده‌شده ممانعت می‌کند؛ از این رو به داده به همان صورت که هست ارجاع می‌شود. اگر وجود مقیاس گاتمن تأیید شود، آنوقت اندازه‌گیری ویژگی به صورت ذاتی تک‌بعدی است؛ اما با جمع‌کردن و میانگین‌گیری، ویژگی تک‌بعدی بودن اجباری نمی‌شود. این ویژگی آن را برای ساخت نظریه‌های علمی تکراری و اندازه‌گیری‌های معنادار، که در نظریه وجه (به انگلیسی: facet theory) هم توضیح داده شده‌است، مناسب‌ می‌سازد.

## متغیرهای ترتیبی
اگر به ما یک دیتاست با N موضوع داده شود که در رابطه با n تا متغیر ترتیبی مشاهده شده‌است، که هرکدام تعداد محدودی (≥۲) طبقه عددی دارد که به صورت قدرت صعودی برای یک ویژگی از پیش‌تعیین‌شده مرتب شده‌اند، فرض کنید aij نمره‌ای باشد که توسط موضوع i دربارهٔ متغیر j به دست آمده‌است، و لیست نمراتی که موضوع i روی n متغیر به دست آورده‌است ai=ai1…ain است و به عنوان «رخ‌نما» یا «پروفایل» موضوع i تعریف شود. (تعداد رده‌ها در متغیرهای متفاوت ممکن است متفاوت باشد؛ و ترتیب متغیرها در رخ‌نماها هم مهم نیست اما باید ثابت باشد).
این تعاریف را داریم:
دو رخ‌نمای as و at مساوی اند، با نماد as=at، اگر و فقط اگر asj=atj برای همه j=۱…n.
رخ‌نمای as از رخ‌نمای at بزرگتر است با نماد as>at، اگر و فقط اگر asj ≥ atj برای همه j=۱…n و asj' > atj' برای حداقل یک متغیر j'.
رخ‌نمای as و at قابل‌مقایسه اند با نماد asSat، اگر و فقط اگر as=at; یا as>at; یا at>as.
رخ‌نماهای as و at غیرقابل‌مقایسه اند با نماد as$at، اگر قابل مقایسه نباشد (یعنی برای حداقل یک متغیر j' نامساوی، asj' > atj' باشد و برای حداقل یک متغیر دیگر j''نامساوی atj'' > asj'' برقرار باشد.
برای دیتاست‌هایی که طبقه‌های همه متغیرها به صورت مشابه به صورت عددی نسبت به یک ویژگی معین، مرتب شده‌اند (از بالا به پایین یا از پایین به بالا)، مقیاس گاتمن به صورت ساده به این صورت تعریف می‌شود:
تعریف: مقیاس گاتمن یک دیتاست است که در آن همه جفت‌های رخ‌نما «قابل مقایسه» اند.

### مثال: متغیرهای غیردوبخشی
این چهار متغیر را درنظر بگیرید که مهارت‌های حساب‌کردن را در بین یک جمعیت P از دانش‌آموز ارزیابی می‌کنند:
V1: آیا دانش‌آموز (p) می‌تواند اعداد را جمع کند؟ نه=۱، بله اما فقط با دو رقم=۲، بله=۳.
V2: آیا دانش‌آموز (p) جدول ضرب (۱ تا ۱۰) را می‌داند؟ نه=۱؛ بله=۲.
V3: آیا دانش‌آموز (p) می‌تواند اعداد را ضرب کند؟ نه=۱؛ بله اما فقط برای اعداد دو رقمی=۲؛ بله=۳.
V4: آیا دانش‌آموز (p) می‌تواند تقسیم بلند انجام دهد؟ نه=۱؛ بله=۲.
داده جمع‌آوری شده برای چهار متغیر بالا بین یک جمعیت از بچه‌مدرسه‌ای این فرضیه پذیرفتنی را دارد که رفتار مقیاس گاتمن را از خود نشان دهد، این موضوع در زیر در جدول ۲ نمایش داده شده‌است:
جدول ۲. داده برای چهار متغیر مهارت حساب ترتیبی که این فرضیه در آن وجود دارد که یک مقیاس گاتمن را تشکیل می‌دهد
| V1 | V2 | V3 | V4 | Possible Scale score |
| ۱  | ۱  | ۱  | ۱  | ۴                    |
| ۲  | ۱  | ۱  | ۱  | ۵                    |
| ۲  | ۲  | ۱  | ۱  | ۶                    |
| ۳  | ۲  | ۱  | ۱  | ۷                    |
| ۳  | ۲  | ۲  | ۱  | ۸                    |
| ۳  | ۲  | ۳  | ۱  | ۹                    |
| ۳  | ۲  | ۳  | ۲  | ۱۰                   |

مجموعه رخ‌نماهایی که فرض رخ‌داد دارند (قسمت خاکستری جدول ۲) نشان‌دهنده ویژگی تعریفی برای مقیاس گاتمن است، که این ویژگی همان «همه جفت رخ‌نماها قابل‌مقایسه‌اند» است. در اینجا هم، اگر این فرضیه تأیید شود، یک نمره تک مقیاسی، جواب‌های فاعل را در همه متغیرهای مشاهده‌شده بازتولید می‌کند.
هر مجموعه مرتب از اعداد را می‌توان به عنوان مقیاس استفاده کرد. در این مثال ما جمع نمرات رخ‌نما را انتخاب کرده‌ایم. براساس نظریه وجه، فقط در داده‌ای که منطق با مقیاس گاتمن است این جمع موجه است.

## قابلیت بازتولید
در عمل، مقیاس‌های گاتمن ("معین") کامل، نادر هستند، اما مقیاس‌های تقریبی را در جمعیت‌های خاص و در رابطه با ویژگی‌هایی مثل "مهارت مذهبی"، "دامنه دانش با تعریف دقیق"، "مهارت‌های خاص"، و "مالکیت وسایل خانگی" می‌توان یافت. اگر داده با مقیاس گاتمن مطابق نباشد، در این صورت یا مقیاس گاتمن را با نویز و خطا نمایش داده‌است (که به صورت تصادفی عمل کرده‌است) یا ممکن است که داده ساختار پیچیده‌تری داشته باشد، که نیاز به چند مقیاس‌دهی برای تشخیص مقیاس ذاتی‌اش داشته باشد.
حدی که یک دیتاست با یک مقیاس گاتمن مطابق است را از «ضریب بازتولید» می‌توان تخمین زد، که این «ضریب بازتولید» ورژن‌های کمی بسته به فرضیه‌ها و محدودیت‌های آماری دارد. تعریف اصلی گاتمن برای ضریب بازتولید با نماد CR به سادگی ۱ منهای نسبت تعداد خطاها به تعداد ورودی‌ها در دیتاست است. و برای اطمینان از آنکه محدوده‌ای از جواب‌ها وجود دارد (نه این حالت که همه جواب‌دهنده‌ها یک آیتم را جواب دهند) باید از «ضریب مقیاس‌پذیری» استفاده کرد.
در مقیاس گاتمن، نظریه جواب آیتم را پایه‌ریزی می‌کند، که دربرابر نظریه کلاسیک آزمون است، که این موضوع را می‌پذیرد که همه آیتم‌ها در پرسشنامه همه یک مرحله سختی ندارند. مدل‌های غیرقطعی (یعنی تصادفی) نیز ایجاد شده‌اند مثل مقیاس موکن و مدل رش. مقیاس گاتمن به نظریه و فرایند «چند مقیاسی» تعمیم داده شده‌است، که در آن حداقل تعداد مقیاس لازم برای بازتولید موفق را شناسایی می‌کند.
به عنوان فرایندی که محتواهای متکی‌بخود را به «جنبه‌های منطقی داده» متصل می‌کند، مقیاس گاتمن خبررسان ظهور «نظریه وجه» است که این نظریه توسط لویی گاتمن و همکارانش توسعه یافته‌است.

## مقیاس گاتمن در متغیرهای کیفی
تعریف اصلی گاتمن از یک «مقیاس» امکان تحلیل مقیاس اکتشافی برای متغیر کیفی را هم می‌دهد (یعنی متغیر اسمی یا متغیر ترتیبی که لزوماً به ویژگی مشترک از پیش‌معین شده تعلق ندارد). این تعریف مقیاس گاتمن به تعریف پیشین «تابع ساده» متکی است.
برای یک مجموعه کاملاً مرتب X، با نام ۱٬۲,…,m و یک مجموعه محدود دیگر Y، با k عنصر که k ≤ m، یک تابع از X به Y موقعی یک تابع ساده است که X را بتوان به k بازه بخش‌بندی کرد، که این بخش‌ها در تناظر یک-به-یک با مقادیر Y هستند.
یک مقیاس گاتمن را می‌توان برای یک دیتاست از n متغیر تعریف کرد، که در آن متغیر j ام طبقه kj (کمی، اما نه لزوماً مرتب) را دارد، از این رو:
تعریف: مقیاس گاتمن یک دیتاست است که در آن یک متغیر ترتیبی X، و نیز تعداد محدودی طبقه m با نام ۱,…,m که در آن m≥ maxj(kj) وجود دارد، و یک جایگشت از رخ‌نمای موضوع‌ها وجود دارد که در آن هر متغیر در دیتاست یک تابع ساده از X است.
با وجود زیبایی ظاهری و نیازهای تحقیقات اکتشافی به آن، این تعریف به اندازه کافی مطالعه و اعمال نشده‌است.